# Pierre Lescot
Pierre Lescot (París, 1510 - ibidem, 10 de septiembre de 1578) fue un arquitecto francés, sobre todo conocido por su participación en la construcción del palacio del Louvre. Tuvo como amigo al poeta Pierre de Ronsard.

## Biografía

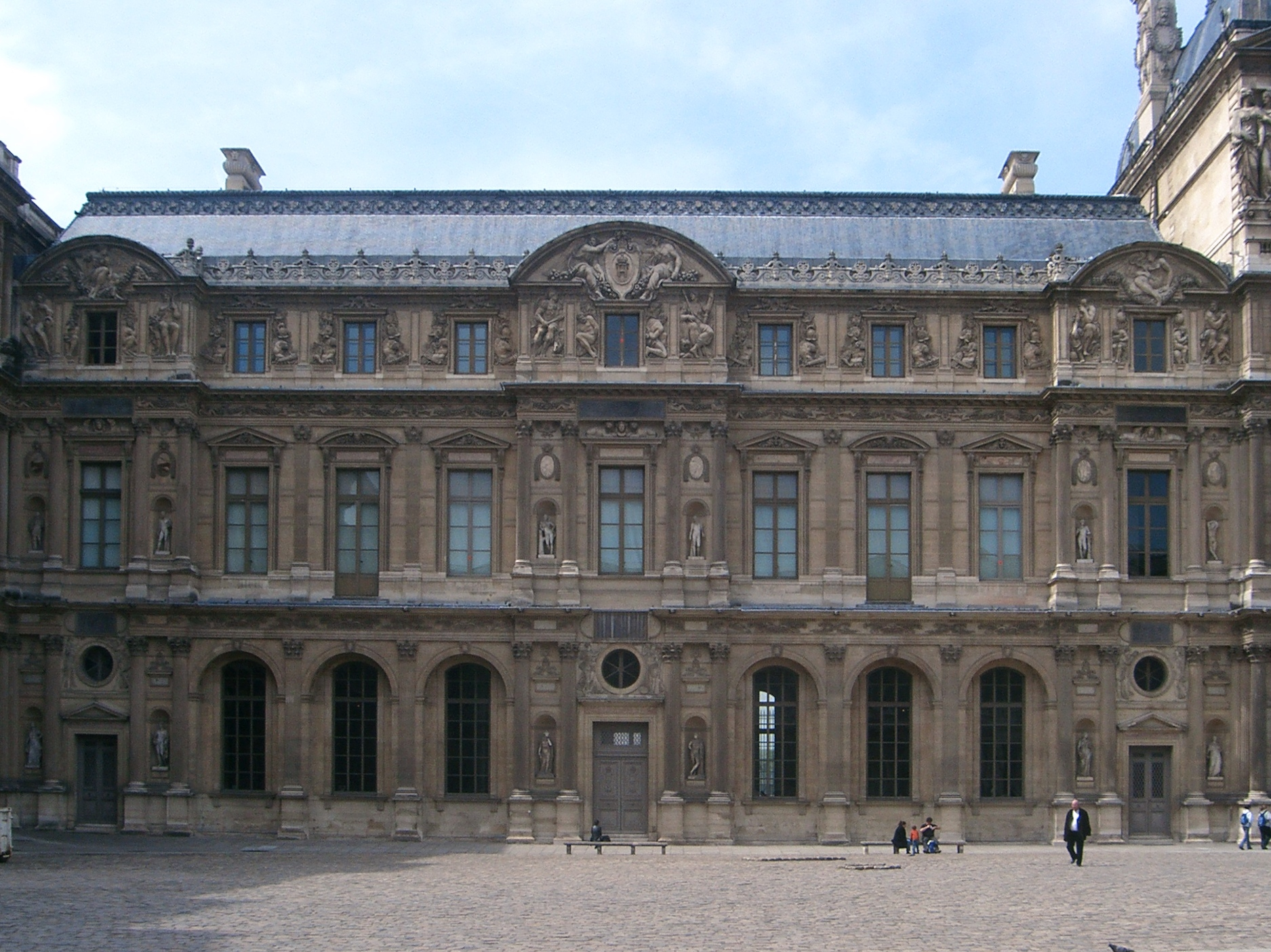
Ala Lescot del palacio del Louvre.

La vida de Pierre Lescot no es muy conocida. Contrariamente a Philibert Delorme, famoso arquitecto contemporáneo suyo, Lescot no procede de una familia de albañiles. Su padre, Pierre Lescot, señor de Lissy (cerca de Brie-Comte-Robert) fue procurador del rey en la Cour des Aides (tribunal del Antiguo Régimen) y posteriormente preboste de comerciantes, y su madre, Anne Duvet, poseía el feudo de Clagny (cerca de Versalles).
Su formación es un misterio, aunque los historiadores proponen tres tipos de influencias, sin poder fecharlas:
- La frecuentación de la escuela de Fontainebleau.
- La lectura de los libros de Sebastiano Serlio.
- El viaje a Italia, condición casi obligada.

Parece, sin embargo, que su talento fue muy precoz, como lo atestiguan los versos escritos sobre él por Ronsard, donde el poeta indica que ya a los veinte años Pierre Lescot destacaba en la pintura, el dibujo, las matemáticas y la arquitectura.
Sus grandes cualidades artísticas le permitieron probablemente ser introducido en la corte real de Francisco I, rey mecenas y protector de artistas con talento, de los que se rodeaba. En 1546, el soberano escogió a Lescot para ser el arquitecto del Louvre, del cual realizó el ala suroeste de la plaza principal. El título de arquitecto del Louvre le acompañaría hasta su muerte.
Le fue encomendada la abadía de Clermont, cerca de Laval, una práctica corriente en la época para recibir una renta en contrapartida por sus servicios, y ostentó también el título de abad de Clagny (heredado de su madre) y de Clermont.
Fue también nombrado canónigo de la catedral de Notre-Dame de París, en diciembre de 1554. Fallecido el 10 de septiembre de 1578, con 68 años, fue enterrado dos días después en la catedral, inhumado en la capilla de Saint-Ferréol. Sus cenizas se dispersaron en 1793 durante la revolución.

## Curiosidades
Una calle lleva su nombre en el 1º arrondissement (distrito) de París, y también existe un liceo de enseñanza comercial Pierre Lescot en el mismo distrito.
- Datos: Q381724
- Multimedia: Pierre Lescot / Q381724